# Gabriele Wohmann

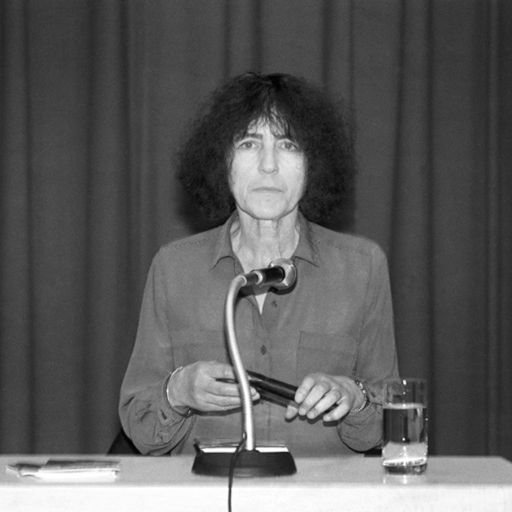
Gabriele Wohmann

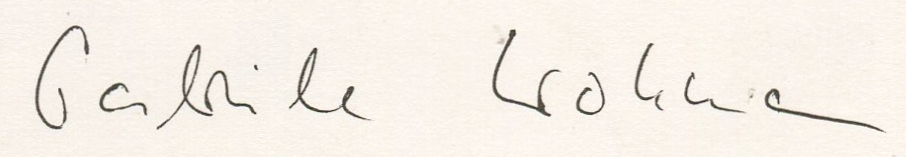
Handtekening van Gabriele Wohmann

Gabriele Wohmann (Darmstadt, 21 mei 1932 – aldaar, 22 juni 2015) was een Duitse schrijfster, vooral beroemd om haar korte verhalen.

## Leven
Gabriele Wohmann werd geboren als Gabriele Guyot. De naam Wohmann nam ze over van haar echtgenoot Reiner Wohmann. Zij ging naar school op het waddeneiland Langeoog in Nedersaksen. Ze studeerde vervolgens in Frankfurt am Main zowel germanistiek en romanistiek als muziekwetenschap. Na haar huwelijk in 1953 gaf ze drie jaar les op Langeoog, maar besloot in 1956 naar haar geboortestad terug te keren en er als zelfstandig auteur te werken. Zij werd lid van de Gruppe 47, die na de Tweede Wereldoorlog was ontstaan met als doel nieuwe wegen voor de literatuur te verkennen. Haar oeuvre is sedertdien gestadig aangegroeid en omvat talloze romans en luisterspelen. Bovenal is ze vermaard om haar vele korte verhalen. In 1975 werd ze lid van de Akademie der Künste. Wohmann ontving meerdere prijzen voor haar werk, waaronder in 1971 de literatuurprijs van de stad Bremen en in 1985 van het ZDF. Zij woonde tot haar dood in Darmstadt.

## Werk
Wohmanns werk vertoont enige invloed van Proust: zij fixeert zich op het kleine, alledaagse leven en beschrijft de petite histoire, de beslommeringen en routines van 'normale' mensen. Op het eerste gezicht lijkt ze korte schetsjes of micro-verhaaltjes van anekdotes te maken. Onder de oppervlakte zit echter een grimmige, bijwijlen wreedaardige misnoegdheid. Die is achterhaalbaar aan de hand van subtiele toespelingen die in de vertellingen zijn ingebouwd. De personages van Wohmann komen doorgaans uit gegoede milieus: het zijn burgers met hun koffietafels, uitstapjes naar zee en familiedinertjes, die evenwel absoluut niet zo gelukkig zijn als men aanvankelijk zou denken. Indien ze elkaar niet regelrecht haten, lijden ze gewoonlijk toch onder de zinloosheid van hun geroutineerde leven, of gaan ze gebukt onder een afschuwelijke, oeverloze verveling. Wohmann speelt graag met detaillistische beschrijvingen van huiselijke interieurs en gedragingen van mensen en verraadt op die manier dat wat onder de oppervlakte plaatsgrijpt helemaal niet vredig en lieflijk, maar hartverscheurend en deprimerend is.
Het werk van Wohmann vertoont, in tegenstelling tot de meerderheid van de Gruppe 47-literatuur (waarin zij nooit volledig is opgegaan) geen duidelijke politieke oriëntatie. In plaats daarvan maakt zij veeleer psychologische karakterschetsen: haar vertellingen draaien rond contactarmoede en isolatie, die door de economische voorspoed van het moderne Duitsland niet verholpen wordt. Daarenboven is uit haar vertelstijl soms zeer duidelijk merkbaar dat zij erg sarcastisch kan zijn. In het algemeen is haar werk een soort van satire. Zij maakt soms gebruik van de techniek van stream of consciousness.

## Werkenlijst
- 1958 Mit einem Messer (verhalen)
- 1958 Jetzt und nie
- 1965 Abschied für länger (roman)
- 1968 Ländliches Fest (verhalen)
- 1969 Ernste Absicht
- 1970 Sonntag bei den Kreisands (verhalen)
- 1971 Selbstverteidigung
- 1974 So ist die Lage (dichtbundel)
- 1974 Paulinchen war allein zu Haus (roman)
- 1974 Kurerfolg (hoorspel)
- 1975 Schönes Gehege (roman)
- 1975 Heiratskandidaten (stuk voor televisie)
- 1976 Ausflug mit der Mutter (roman)
- 1978 Frühherbst in Badenweiler (roman)
- 1978 Das dicke Wilhelmchen (verhalen)
- 1978 Streit (verhalen)
- 1979 Paarlauf (verhalen)
- 1982 Einsamkeit (verhalen)
- 1989 Kassensturz (verhalen)
- 1990 Ein glücklicher Tag (gedichten), in het Nederlands vertaald als Een gelukkige dag

- Bibliothèque nationale de France: cb12017647n (data)
- Catàleg d'autoritats de noms i títols de Catalunya: 981058511391306706
- CiNii: DA01048057
- Digitale Bibliotheek voor de Nederlandse Letteren: wohm001
- Gemeinsame Normdatei: 118634607
- International Standard Name Identifier: 0000 0001 0870 1336
- Library of Congress Control Number: n50014746
- Nationale Bibliotheek van Letland: 000084754
- Bibliotheek van het Japanse parlement: 00477432
- Nationale Bibliotheek van Tsjechië: jn19990009233
- Nationale Bibliotheek van Israël: 987007463239105171
- Nationale Bibliotheek van Polen: a0000001285007
- Nederlandse Thesaurus van Auteursnamen: 068385943
- LIBRIS: 230410
- SNAC: w6sn0wr4
- Système universitaire de documentation: 028315146
- Trove: 1015898
- Virtual International Authority File: 12320121
- WorldCat: E39PBJyx9W3MXYT6VVvRccCmh3